# 銃砲身

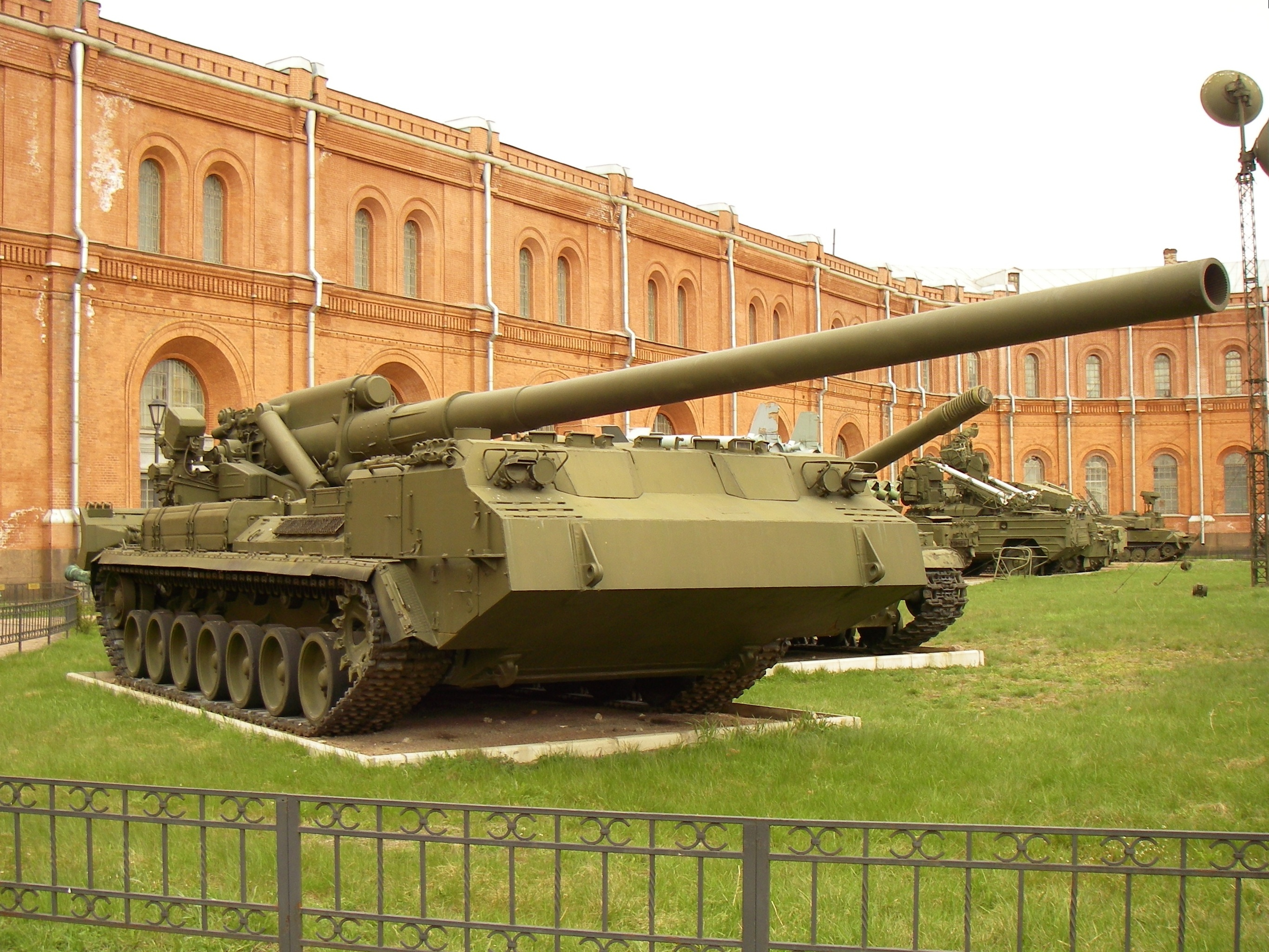
2S7ピオン 203mm自走カノン砲の砲身

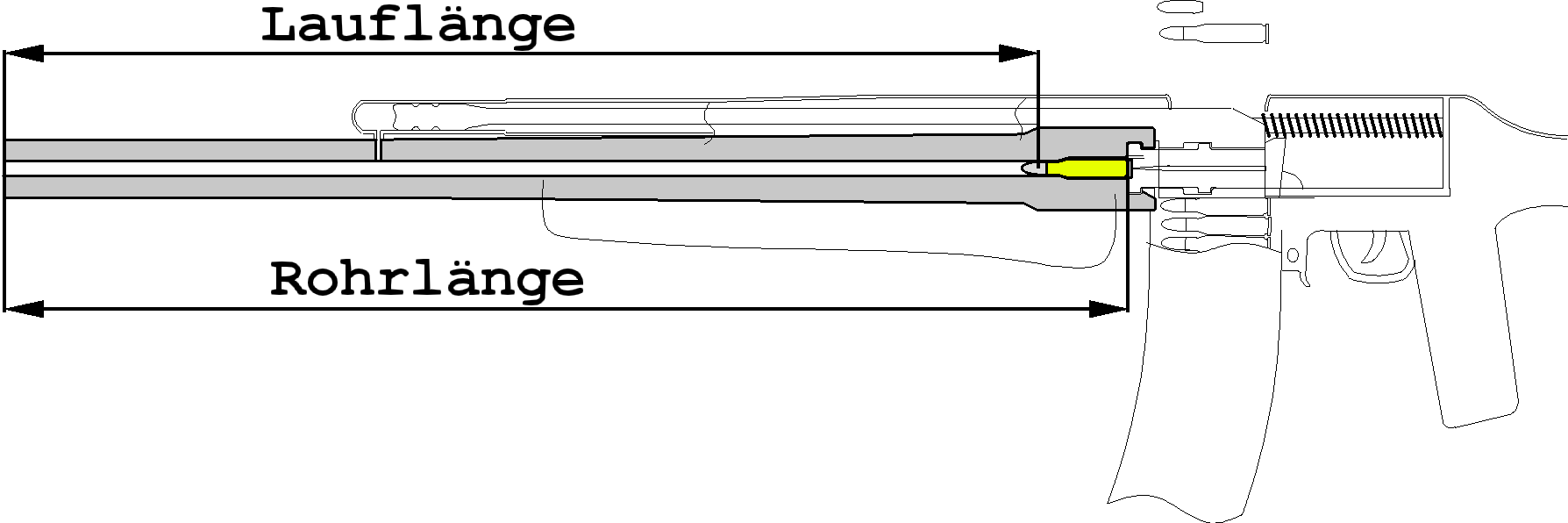
灰色部分が小銃の銃身。寸法は上が施条部（ライフリング）、下が銃身全体を示す。

銃砲身（じゅうほうしん）は、銃砲の主要部品の1つ。細長い円筒形で、その中を弾丸が通過する。
銃（小口径の銃砲）のものは銃身、砲（大口径の銃砲）のものは砲身という。英語からバレル（barrel）、ガンバレル（gun barrel）とも。

## 語源
バレルは、本来は樽の意味で、樽の製造技術を応用して砲身を作ったことに由来する。金属板を円筒形に並べ箍をはめ、隙間を溶かした金属で埋めて作っていた。
しかしこの方式では強度が出ず、威力向上の要求についていけなくなったため、鐘の製造技術で青銅の鋳造による一体成型に取って代わった。

## 役割
銃砲身は、発射薬（火薬など）の燃焼ガスを拡散させずに弾丸に伝える役目を持つ。
弾丸は銃砲身内でガスの圧力により加速する。したがって、他の条件が同じなら、銃砲身が長いほど弾丸の初速は速くなり、射程は長くなる傾向にある。高初速弾は風など弾道の外乱も受けにくく命中精度も増す。このため時代が進み技術の向上につれ銃砲身は口径比でより長くなる傾向がある。
一方、高圧に耐えるため厚い鋼鉄で作られている銃砲身を長くすれば重量が大きくかさむ。ライフリングを含めた工作難度も増し高価につく。このため高性能の長砲身砲は必要最小限の箇所に充てられる、軽量安価な短砲身砲と使い分けられるようになり近現代の砲が多種に分化する一因となった。
もし弾丸が銃砲身の中を進んでいる途中で火薬の燃焼が終了した場合、その時点で燃焼ガスの昇圧が止まるため、弾丸の加速も終わり、存速にて銃砲身を離れることとなる。逆に弾丸が銃砲身を離れる時点でなお火薬の燃焼が続いていた場合には、弾丸の後から過剰な火焔が噴き出すおそれがある。

## 各部名称
薬室
銃砲身の根元の、発射薬が詰められる部分。
銃砲腔（銃腔・砲腔）
弾丸が通過する内部空間。
銃砲口（銃口・砲口、マズル）
弾丸が射出される箇所。
銃砲身長（銃身長・砲身長）
銃砲身の長さ。
口径
銃砲口の内径。

## 構造

### 素材
基本的に、金属で作られる。初期は鋳鉄、青銅・黄銅なども使われたが、近代以後はほとんど鋼鉄である。高温高圧の燃焼ガスが通過するため、高耐熱性・高強度・高靭性を備えた、高価な特殊鋼が使われる。

### 製造方式
銃砲身には、発射時に燃焼ガスの内圧による多大な応力がかかるので、それに拮抗するためのさまざまな工夫がある。これにより、素材や肉厚への要求が軽減され、コストや重量が下がる。
自己緊縮式（オートフレッタージ法）
砲身内径を最終的な口径よりやや細く作ったのち、砲身内に高圧をかけて内径を膨張させる。こうすると砲身には、内径を元どおり収縮させようとする応力が残留する。現代の口径15cm以下の銃砲身では、ほとんどがこの方式を採用している。
焼嵌式
内筒と外筒の2層構造からなる砲身。外筒を加熱して熱膨張させた中に内筒を挿入し急冷すると、外筒が収縮し内筒を締め付けた応力状態で固定される。構造が複雑になるため、現在はほとんど自己緊縮式に取って代わられている。
鋼線式
複数層構造の砲身で、一番内側の円筒の上から、高張力をかけた鋼線（ガンワイヤー）を巻きつけ、さらに外筒を被せる。主に大口径砲で用いられたが、現在では大口径砲自体が廃れたため、ほとんど使われない。日本海軍の14cm以上の艦載砲では、焼嵌式と鋼線式を併用した砲身を主に使っていた。

### ライフリング

銃砲身の断面形
左から滑腔砲、施条砲、ポリゴナルライフル

現代の銃砲身は、ライフリング（施条・腔綫）したものが主で、施条銃砲身（施条銃身・施条砲身）という。それに対し、ライフリングのない砲身を滑腔銃砲身（滑腔銃身・滑腔砲身）といい、散弾銃、迫撃砲、一部の戦車砲などに使われる。

## 寸法の表現
口径をミリメートル、センチメートル、インチなどで、「20ミリ砲」のように表す。かつて弾丸が球形だったころには、また、その後しばらくも慣習的に、使用する弾丸の質量から「6ポンド砲」のような口径表現もあった。
単位のない「～口径」は口径長の略で、銃砲身長が口径の何倍であるかを表す。「50口径」は、銃砲身長が口径の50倍ということである。ただし、拳銃など小型の銃では1/100インチを単位とした口径を表す。「50口径」は、口径0.5インチということである。